# Marcus Ceionius Silvanus
Marcus Ceionius Silvanus (fl. 156) était un homme politique de l'Empire Romain.

## Vie
Petit-fils paternel de Lucius Ceionius Commodus et de sa femme Plautia.
Il était consul en 156.
Il fut l'arrière-grand-père paternel d'un Caeionius, marié avec Flavia Postumia Varia, fille de Titus Flavius Titianus et de sa femme Postumia Varia. Ils furent les parents de Marcus Ceionius Varus.